# Sei Baung
Sei Baung is een bestuurslaag in het regentschap Sarolangun van de provincie Jambi, Indonesië. Sei Baung telt 2308 inwoners (volkstelling 2010).